# Sidney Sonnino
Sidney Sonnino (Pisa, 11. ožujka 1847. — Rim, 24. studenog 1922.),  bio je talijanski barun i političar.
Obnašao je dužnost premijera Italije u dva navrata i bio je talijanski ministar vanjskih poslova tijekom 
mirovne konferencije u Parizu 1919. godine. Sonnino i tadašnji predsjednik vlade Vittorio Orlando, vratili su se u Italiju s lošim rezultatima pregovora. Nisu uspjeli, između ostalog, zadržati grad Rijeku unutar talijanskih granica u Dalmaciji. Orlandova vlada, zajedno sa Sonninom kao ministrom vanjskih poslova, podnosi ostavku a Sonnino poslije toga nije više sudjelovao u političkom životu.  